# Mukher
Mukher är en ort i Indien.   Den ligger i distriktet Nanded och delstaten Maharashtra, i den centrala delen av landet, 1 100 km söder om huvudstaden New Delhi. Mukher ligger 404 meter över havet och antalet invånare är 28 647.
Terrängen runt Mukher är platt. Runt Mukher är det ganska tätbefolkat, med 111 invånare per kvadratkilometer. Det finns inga andra samhällen i närheten. Trakten runt Mukher består till största delen av jordbruksmark.